# Gaboltov
Gaboltov est un village de Slovaquie situé dans la région de Prešov.

## Histoire
Première mention écrite du village en 1247.

## Démographie

### Évolution de la population
| Année:               | 1994. | 2004.    | 2014.   | 2024.   |
| -------------------- | ----- | -------- | ------- | ------- |
| Nombre de personnes: | 465   | 520      | 510     | 528     |
| Différence:          |       | +11,82 % | -1,92 % | +3,52 % |

| Année:               | 2023. | 2024.   |
| -------------------- | ----- | ------- |
| Nombre de personnes: | 523   | 528     |
| Différence:          |       | +0,95 % |